# Borbo lugens
Borbo lugens là một loài bướm ngày thuộc họ Hesperiidae. Nó được tìm thấy ở miền đông châu Phi và Nam Phi.
Sải cánh dài 30–35 mm đối với con đực và 36–38 mm đối với con cái. Con trưởng thành bay quanh năm, nhưng phổ biến từ tháng 10 đến tháng 5 ở miền nam châu Phi.
Ấu trùng ăn các loài Ehrharta erecta, Setaria sulcata, Setaria megaphylla, Panicum (Panicum deustrum), Stipa và Pennisetum.